# Plocoscelus peruanus
Plocoscelus peruanus är en tvåvingeart som beskrevs av Willi Hennig 1935. Plocoscelus peruanus ingår i släktet Plocoscelus och familjen skridflugor.
Artens utbredningsområde är Peru. Inga underarter finns listade i Catalogue of Life.